# Burt Kennedy
Burt Kennedy (Muskegon, 3 september 1922 - Sherman Oaks, 15 februari 2001) was een Amerikaanse scenarist, regisseur en producent van voornamelijk westernfilms.

## Biografie
Kennedy ging na zijn militaire dienst tijdens de Tweede Wereldoorlog aan de slag als trainer van schermers en ging hij in verschillende films aan de slag als stuntman, gespecialiseerd in Schermduels.
Hij werd door Batjac Productions, het productiehuis van John Wayne aangetrokken om een scenario te maken voor een televisieserie dat rond het schermen draait. Uiteindelijk werd de stekker uit het project getrokken.
Kennedy bleef echter werkzaam bij Batjac Productions, waar hij verschillende films schreef, regisseerde en produceerde.

## Filmografie

### Films
| Jaar | Productie                      | Functie                        |
| ---- | ------------------------------ | ------------------------------ |
| 1956 | Seven Men from Now             | Scenarist                      |
| 1956 | Gun the Man Down               | Scenarist                      |
| 1956 | Man in the Vault               | Scenarist                      |
| 1957 | The Tall T                     | Scenarist                      |
| 1959 | Ride Lonesome                  | Scenarist                      |
| 1960 | Comanche Station               | Scenarist                      |
| 1961 | The Canadians                  | Regisseur Scenarist            |
| 1962 | Six Black Horses               | Scenarist                      |
| 1964 | Mail Order Bride               | Regisseur Scenarist            |
| 1965 | The Rounders                   | Regisseur Scenarist            |
| 1965 | The Money Trap                 | Regisseur                      |
| 1966 | Return of the Seven            | Regisseur                      |
| 1967 | Return of the Gunfighter       | Scenarist                      |
| 1967 | Welcome to Hard Times          | Regisseur Scenarist            |
| 1967 | The War Wagon                  | Regisseur                      |
| 1969 | Support Your Local Sheriff!    | Regisseur                      |
| 1969 | Young Billy Young              | Regisseur Scenarist            |
| 1969 | The Good Guys and the Bad Guys | Regisseur                      |
| 1970 | Dirty Dingus Magee             | Producent                      |
| 1971 | The Deserter                   | Regisseur                      |
| 1971 | Support Your Local Gunfighter  | Regisseur Uitvoerend producent |
| 1971 | Hannie Caulder                 | Regisseur Scenarist            |
| 1973 | The Train Robbers              | Regisseur Scenarist            |
| 1976 | The Killer Inside Me           | Regisseur                      |
| 1976 | Escape from the Dark           | Scenarist                      |
| 1980 | Wolf Lake                      | Regisseur                      |
| 1987 | The Trouble with Spies         | Regisseur Producent Scenarist  |
| 1990 | Big Bad John                   | Regisseur Scenarist            |
| 1990 | White Hunter Black Heart       | Scenarist                      |
| 1991 | Suburban Commando              | Regisseur                      |
| 2000 | Comanche                       | Regisseur Scenarist            |

## Onderscheidingen
- 1968: 'Bronze Wrangler' op de Western Heritage Awards voor The War Wagon
- 1985: 'Golden Boot' op de Golden Boot Awards